# Bartolomeu Zaccaria
Bartolomeu Zaccaria (m. 1334) da Dinastia Pallavicini, foi Marquês do Marquesado de Bodonitsa, estado cruzado na Grécia. Governou de 1327 até 1334. Este Marquesado foi vassalo do Reino de Tessalónica e mais tarde vassalo do Principado de Acaia. Bartolomeu Zaccaria foi antecedido no governo do Marquesado por Guglielma Pallavicini, de quem foi 1º marido. Foi seguido no governo por Nicolau I Zorzi, 2º marido da esposa, e primeiro membro da Dinastia Zorzi.